# Damianici
Damianici (damianityzm) – wspólnota chrześcijańska, uznana za heretycką przez Kościół katolicki, wskutek odrzucenia decyzji doktrynalnych soboru chalcedońskiego. 
Powstała w wyniku rozłamu pośród ftartolarów, a jej członkowie uznawali przywództwo i nauki Damiana, monofizyckiego patriarchy Aleksandrii (578–605), stąd wzięła się ich nazwa. Według ich poglądów Trójca Święta składa się z trzech Osób, które jednak pojedynczo nie są Bogiem, lecz Jego „właściwościami” lub częściami (osobno mają pomniejszoną boskość). Dopiero Trójca jako całość jest jedynym Bogiem.
Damianici zaliczali samych siebie do akefalian i odrzucali zwierzchnictwo soborów.